# Mount Suggs
Mount Suggs är ett berg i Antarktis. Det ligger i Västantarktis. Argentina, Chile och Storbritannien gör anspråk på området. Toppen på Mount Suggs är 1 191 meter över havet.
Terrängen runt Mount Suggs är huvudsakligen lite kuperad. Trakten är obefolkad. Det finns inga samhällen i närheten.